# النضر بن شميل
أبو الحسن النضر بن شميل بن خرشة بن يزيد بن كلثوم المازني التميمي البصري، (122-ذو الحجة 203 هـ)، قاضٍ ولغوي وراوٍ للحديث وفقيه، ولد بمرو ونشأ بالبصرة ثم غادرها إلى خراسان وأقام في نيسابور قليلاً. أخذ عن الخليل بن أحمد ولازمه مُدةً طويلةً، وأقام بالبادية زمناً فأخذ عن فصحاء العرب كأبي خيرة الأعرابي وأبي الدقيش وغيرهُما. وكان النضر من أهل السنة النبوية وهو أول من أظهرها بخراسان[ ؟ ] ومرو. وليَّ القضاء بمرو[ ؟ ]، وكان مُتقللاً مُتقشفاً زاهِداً. وله مع المأمون حكايات ونوادر لأنه كان يجالسه وأمَرَ له في وقت بخمسين ألف درهم.

## روايته للحديث النبوي
روى عنه إسحاق بن إبراهيم الحنظلي(ابن راهويه) ويحيى بن معين، وعبد الله بن عبد الرحمن الدارمي، وعبيد الله بن سعيد السرخسي، وعلي بن الحسن الذهلي وأمم سواهم.
وسمع من هشام بن عروة وحميد الطويل وإسماعيل بن أبي خالد وعبد الله بن عون وهشام بن حسان وعثمان بن غياث وحماد بن سلمة، وخلقٌ كثير من التابعين.

## آثاره
بعض كتبه:
- الصفات
- لسلاح
- خلق الفرس
- المصادر
- غريب الحديث
- المدخل إلى كتاب العين